# Río Kolp
El río Kolp (del ruso: Колпь) es un río de Rusia, afluente por la orilla derecha del Suda, de la cuenca del Volga.
El Kolp tiene una longitud de 254 km y atraviesa los óblasts de Leningrado y Vólogda. Drena una cuenca de 3.730 km². Su caudal es de 25.2 m³/s a 30 km de su confluencia con el Volga.
El Kolp atraviesa la ciudad de Babáyevo (óblast de Vólogda). Sus principales afluentes son los ríos Vesiarka y Krupen.